# Hirooki Goto
Hirooki Gotō (後藤洋央紀 Gotō Hirooki?) (25 de junio de 1979) es un luchador profesional japonés. Actual integrante de New Japan Pro-Wrestling, destaca por su trayectoria tanto en la categoría de peso pesado como en la de peso crucero, habiendo debutado en esta última para posteriormente ascender en la escala de peso en 2006.

## Carrera

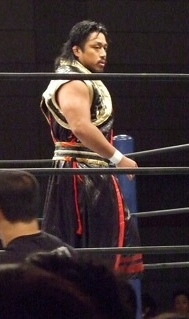
Hirooki Goto

Hirooki practicó lucha amateur durante la escuela secundaria, en la que fue compañero de clase de Katsuyori Shibata. En abril de 2001, después de graduarse de la universidad Kukoshikan, Goto se presentó a los exámenes de admisión de New Japan Pro-Wrestling y pasó las pruebas, pero sufrió una lesión de hombro y se vio obligado a abandonar la empresa antes de comenzar. Hirooki tuvo que pasar un largo período de rehabilitación, compartiendo casa con Shibata (quien por entonces ya era miembro de New Japan) y trabajando con patrocinadores vinculados a NJPW durante el año siguiente, hasta que en noviembre de 2002 volvió a presentarse al examen y al fin consiguió entrar en la compañía.
En 2009, Goto entró a formar parte de la asociación de aikido Yoshinkan, la cual compagina con su trabajo en los cuadriláteros. También entrenó en artes marciales mixtas con Josh Barnett, pero a diferencia de varios de sus compañeros de dojo, no ha competido profesionalmente en las MMA.

## En lucha
- Movimientos finales

Goto ejecutando su GTR a Bushi.

  - GTR (Spinning headlock lariat a backbreaker)[3][4] - 2016-presente
  - Shouten[1][2] (Vertical suplex side slam) - 2006-presente
  - Shouten Kai[2] (Sitout vertical suplex side slam) - 2007-presente
  - Kaiten[1][2] (Sunset flip powerbomb, a veces desde una posición elevada) - 2004-2006
  - Jigoku Kuruma[5] / Go to Heaven[1] (Wrist-clutch Olympic slam) - 2004-2006
  - Cross-armed camel clutch[6] - 2003-2004
  - Flying cross armbar[7] - 2003-2004

- Movimientos de firma
  - Shoryu Kekkai[1][2] (Modified seated armbar)
  - Ura Shouten[2] (Spinning overhead gutwrench backbreaker rack derivado en falling side facebuster)
  - Reverse Ushikoroshi[8] (Overhead gutwrench backbreaker rack derivado en facebreaker knee smash)
  - Goto Shiki[9] (Cross-legged cradle pin) - 2010-presente
  - Belly to back suplex[1]
  - Brainbuster[2]
  - Bridging German suplex[2]
  - Cross armbar
  - Diving elbow drop a la nuca del oponente[2]
  - Elevated neckbreaker slam[2]
  - Fireman's carry knee neckbreaker[2]
  - Football kick
  - Indian deathlock camel clutch
  - Running lariat[1][2]
  - Shining wizard[2]

- Apodos
  - "Aramusha" ("Temerario")
  - "Fukkoku Strong-Style"

## Campeonatos y logros
- New Japan Pro-Wrestling
  - IWGP World Heavyweight Championship (1 vez, actual)
  - IWGP Intercontinental Championship (2 veces)
  - IWGP Tag Team Championship (5 veces) - con Katsuyori Shibata (1) y Yoshi-Hashi (4)
  - NEVER Openweight Championship (5 veces)
  - IWGP Junior Heavyweight Tag Team Championship (1 vez) - con Minoru Tanaka
  - NEVER Openweight 6-Man Tag Team Championship (2 veces) - con Tomohiro Ishii & Yoshi-Hashi (1) y con Yoshi-Hashi & Yoh (1)
  - NJPW STRONG Openweight Tag Team Championship (1 vez) - con Yoshi-Hashi
  - G1 Climax (2008)
  - New Japan Cup (2009, 2010 y 2012)
  - World Tag League (2021 y 2022) – con Yoshi-Hashi
  - Young Lion Cup (2005)
  - World Tag League (2012) – con Karl Anderson
  - SAMURAI! TV Openweight Tag Tournament (2005) – con Yuji Nagata
  - J Sports Crown Openweight 6 Man Tag Tournament (2010) – con Prince Devitt & Ryusuke Taguchi
  - J Sports Crown Openweight 6 Man Tag Tournament (2011) – con Prince Devitt & Ryusuke Taguchi
  - Junior Heavyweight Tag MVP (2005) con Minoru Tanaka

- Toryumon
  - NWA International Junior Heavyweight Championship (1 vez)
  - Yamaha Cup (2007)

- Pro Wrestling Illustrated
  - Situado en el N°35 en los PWI 500 de 2010[10]

### Luchas de Apuestas
| Ganador                  | Perdedor                               | Lugar        | Evento             | Fecha              | Notas |
| ------------------------ | -------------------------------------- | ------------ | ------------------ | ------------------ | ----- |
| Hirooki Goto (cabellera) | Minoru Suzuki (cabellera y campeonato) | Tokio, Japón | Wrestle Kingdom 12 | 4 de enero de 2018 |       |